# 有田 (福岡市)
有田（ありた）は、福岡県福岡市早良区の町名。現行の行政地名は有田一丁目から有田八丁目まで（住居表示実施済）。面積は100.90ヘクタール。2023年1月末現在の人口は8,902人。郵便番号は814-0033。

## 地理
早良区の中北部に位置。西端は室見川の右岸部、東端は室見川支流の金屑川の左岸部にあたる。北で小田部と、東で金屑川を介して原と、南で賀茂と、南西部で次郎丸と、西で室見川を介して西区橋本と、北西で室住団地と接する。また、有田団地が有田の中に穴抜き状に囲まれて接する。大きな幹線道路があり、道路沿いには郊外型のロードサイド店舗が多く立地しているが、幹線道路から離れると多くは住宅地となっている。

## 歴史

### 町域の変遷
| 住居表示実施後           | 実施年月日         | 住居表示実施前（各大字ともその一部）    |
| ------------------------ | ------------------ | --------------------------------------- |
| 有田一丁目から有田二丁目 | 1968年（昭和43年） | 大字有田及び大字小田部                  |
| 有田三丁目から有田八丁目 | 1984年（昭和59年） | 大字有田 大字小田部 大字橋本 大字次郎丸 |

## 人口
有田一丁目から八丁目までを合わせた人口の推移を福岡市の住民基本台帳（公称町別）に基づき示す（単位：人）。集計時点は各年9月末現在である。
- 2001年（平成13年）：8,055
- 2002年（平成14年）：7,968
- 2003年（平成15年）：7,927
- 2004年（平成16年）：8,094
- 2005年（平成17年）：8,070
- 2006年（平成18年）：8,017
- 2007年（平成19年）：8,053
- 2008年（平成20年）：8,170
- 2009年（平成21年）：8,129
- 2010年（平成22年）：8,174
- 2011年（平成23年）：8,149
- 2012年（平成24年）：8,274
- 2013年（平成25年）：8,318
- 2014年（平成26年）：8,388
- 2015年（平成27年）：8,494
- 2016年（平成28年）：8,667
- 2017年（平成29年）：8,631
- 2018年（平成30年）：8,592
- 2019年（令和元年）：8,728
- 2020年（令和2年）：8,701
- 2021年（令和3年）：8,870
- 2022年（令和4年）：8,846

## 交通

### 鉄道
町域内に鉄道は通っていない。

### バス
西日本鉄道（西鉄バス）による運行。後述の福岡県道558号上を通る路線と、北側の住宅地内を通る路線がある。

### 道路
- 福岡県道558号（原通り、旧早良街道、旧三瀬街道）

## 施設
- 福岡県立福岡講倫館高等学校
- 福岡市立有田小学校
- 福岡市立有住小学校
- ありた幼稚園
- 早良警察署有田交番
- 福岡有田郵便局
- 正誠会倉重病院
- 福岡市立原西小学校